# Alex (Tekken)
Alex je jedan od likova u serijalu videoigara Tekken. Prvi put se pojavio u Tekkenu 2. Kasnije se još pojavljivao u Tekken Tag Tournamentu i Tekken Tag Tournamentu 2. On dijeli isti borilački stil s Rogerom.

## Uvod
Alex se prvi put pojavio u Tekkenu 2, te se kasnije vratio u dva nastavka Tekken Tag Tournamentu i Tekken Tag Tournamentu 2. Alex nema svoj vlastiti prostor u bilo kojem Tekken nastavku. Umjesto toga, dijeli prostor s Rogerom. Oboje dijele iste poteze i stil borbe. Alex ima svoj kraj u Tekkenu 2, ali ga u Tekken Tag Tournamentu dijeli s Rogerom.

## Vanjske poveznice
- Alex - Tekkenpedia  Arhivirana inačica izvorne stranice od 2. kolovoza 2012. (Wayback Machine)
- Alex - Tekken Wiki